# Liliales
Liliales (numele vechi: Lilia) este un ordin ce conține specii de plante cu flori monocotiledonate. Include familia Liliaceae, însă nu toți taxonomiștii sunt de acord cu această clasificare. Câteva specii cunoscute din acest ordin sunt: crinul (Lilium) și laleaua.
Sistemul APG III (2009) plasează acest ordin în clada Monocotiledonate. În APG III, familia Luzuriagaceae este combinată cu familia Alstroemeriaceae, iar familia Petermanniaceae este recunoscută. Clasificare APG III: 
- ordinul Liliales
familia Alstroemeriaceae
familia Campynemataceae
familia Colchicaceae
familia Corsiaceae
familia Liliaceae
familia Melanthiaceae
familia Petermanniaceae
familia Philesiaceae
familia Ripogonaceae
familia Smilacaceae

Cladogramă conform Catalogue of Life:
| Liliales | \| \| Alstroemeriaceae \| \| \| \| \| \| Campynemataceae \| \| \| \| \| \| Colchicaceae \| \| \| \| \| \| Corsiaceae \| \| \| \| \| \| Liliaceae \| \| \| \| \| \| Melanthiaceae \| \| \| \| \| \| Petermanniaceae \| \| \| \| \| \| Philesiaceae \| \| \| \| \| \| Rhipogonaceae \| \| \| \| \| \| Smilacaceae \| \| \| \| |
|          | \| \| Alstroemeriaceae \| \| \| \| \| \| Campynemataceae \| \| \| \| \| \| Colchicaceae \| \| \| \| \| \| Corsiaceae \| \| \| \| \| \| Liliaceae \| \| \| \| \| \| Melanthiaceae \| \| \| \| \| \| Petermanniaceae \| \| \| \| \| \| Philesiaceae \| \| \| \| \| \| Rhipogonaceae \| \| \| \| \| \| Smilacaceae \| \| \| \| |
|          | Acorales |
|          | |
|          | Alismatales |
|          | |
|          | Arecales |
|          | |
|          | Asparagales |
|          | |
|          | Commelinales |
|          | |
|          | Dasypogonales |
|          | |
|          | Dioscoreales |
|          | |
|          | Pandanales |
|          | |
|          | Petrosaviales |
|          | |
|          | Poales |
|          | |
|          | Zingiberales |
|          | |
|          | Alstroemeriaceae |
|          | |
|          | Campynemataceae |
|          | |
|          | Colchicaceae |
|          | |
|          | Corsiaceae |
|          | |
|          | Liliaceae |
|          | |
|          | Melanthiaceae |
|          | |
|          | Petermanniaceae |
|          | |
|          | Philesiaceae |
|          | |
|          | Rhipogonaceae |
|          | |
|          | Smilacaceae |
|          | |

|  | Alstroemeriaceae |
|  |                  |
|  | Campynemataceae  |
|  |                  |
|  | Colchicaceae     |
|  |                  |
|  | Corsiaceae       |
|  |                  |
|  | Liliaceae        |
|  |                  |
|  | Melanthiaceae    |
|  |                  |
|  | Petermanniaceae  |
|  |                  |
|  | Philesiaceae     |
|  |                  |
|  | Rhipogonaceae    |
|  |                  |
|  | Smilacaceae      |
|  |                  |

## Classificări mai vechi
Sistemul APG II (2003) plasa ordinul în clada monocotiledonate și folosea această circumscripție: 
- ordinul Liliales
familia Alstroemeriaceae
familia Campynemataceae
familia Colchicaceae
familia Corsiaceae
familia Liliaceae
familia Luzuriagaceae
familia Melanthiaceae
familia Philesiaceae
familia Ripogonaceae
familia Smilacaceae

Sistemul APG (1998) de asemenea plasa ordinul în the clade monocotiledonatelor, dar cu o circumscripție puțin diferită (fără familia Corsiaceae):
- ordinul Liliales
familia Alstroemeriaceae
familia Campynemataceae
familia Colchicaceae
familia Liliaceae
familia Luzuriagaceae
familia Melanthiaceae
familia Philesiaceae
familia Ripogonaceae 
familia Smilacaceae

Sistemul Cronquist (1981) plasa ordinul în subclasa Liliidae, în clasa Liliopsida [= monocotiledonate] a diviziei Magnoliophyta [= angiosperma]. El folosea o circumscripție mai mare (multe din plante sunt clasificate în Asparagales și Dioscoreales de APG II):
- ordinul Liliales
familia Agavaceae
familia Aloaceae
familia Cyanastraceae
familia Dioscoreaceae
familia Haemodoraceae
familia Hanguanaceae
familia Iridaceae
familia Liliaceae
familia Philydraceae
familia Pontederiaceae
familia Smilacaceae
familia Stemonaceae
familia Taccaceae
familia Velloziaceae
familia Xanthorrhoeaceae

Sistemul Thorne (1992) plasa ordinul în supraordinul Lilianae, în subclasa Liliidae [= monocotiledonate ] a clasei Magnoliopsida [= dicotiledonate]:
- ordinul Liliales
familia Alstroemeriaceae
familia Campynemataceae
familia Colchicaceae
familia Iridaceae
familia Liliaceae
familia Melanthiaceae
familia Trilliaceae

Sistemul Dahlgren plasa ordinul în supraordinul Lilianae, în subclasa Liliidae [= monocotiledonate] a clasei Magnoliopsida [= angiosperme]:
- ordinul Liliales
familia Alstroemeriaceae
familia Calochortaceae
familia Colchicaceae
familia Iridaceae
familia Liliaceae
familia Uvulariaceae

## Legături externe
Materiale media legate de Liliales la Wikimedia Commons